# N.B. (album)
Az N.B. Natasha Bedingfield brit énekesnő második albuma. Az album 2007. április 26-án jelent meg a Sony BMG gondozásában.
Az album első kislemeze az I Wanna Have Your Babies (dal), ami 2007. április 16-án jelent meg.

## Album dalai
1. How Do You Do?
2. I Wanna Have Your Babies (dal)
3. Soulmate
4. Who Knows
5. Say It Again (featuring Adam Levine )
6. Pirate Bones
7. Backyard
8. Tricky Angel
9. When You Know You Know
10. I Think They're Thinking (Interlude)
11. (No More) What Ifs (featuring Eve)
12. Not Givin' Up
13. Still Here
14. Smell the Roses

## Kislemezek
| Borító | Információk                                                                                  |
| ------ | -------------------------------------------------------------------------------------------- |
|        | "I Wanna Have Your Babies (dal)" - Megjelenés: 2007. április 16. - Listahelyezések: #25 (UK) |